# Varennes (Québec)
Pour les articles homonymes, voir Varennes.
Varennes est une municipalité du Québec située dans la MRC de Marguerite-D'Youville, en Montérégie.
Selon le classement 2019 dévoilé par l'Indice relatif de bonheur (IRB), Varennes est la ville la plus heureuse du Québec.

## Toponymie
Elle a été fondée par René Gaultier en 1672. Son nom rappelle celui de Varennes-sur-Loire. Au recensement de 2016, on y a dénombré 21 257 habitants.

## Histoire

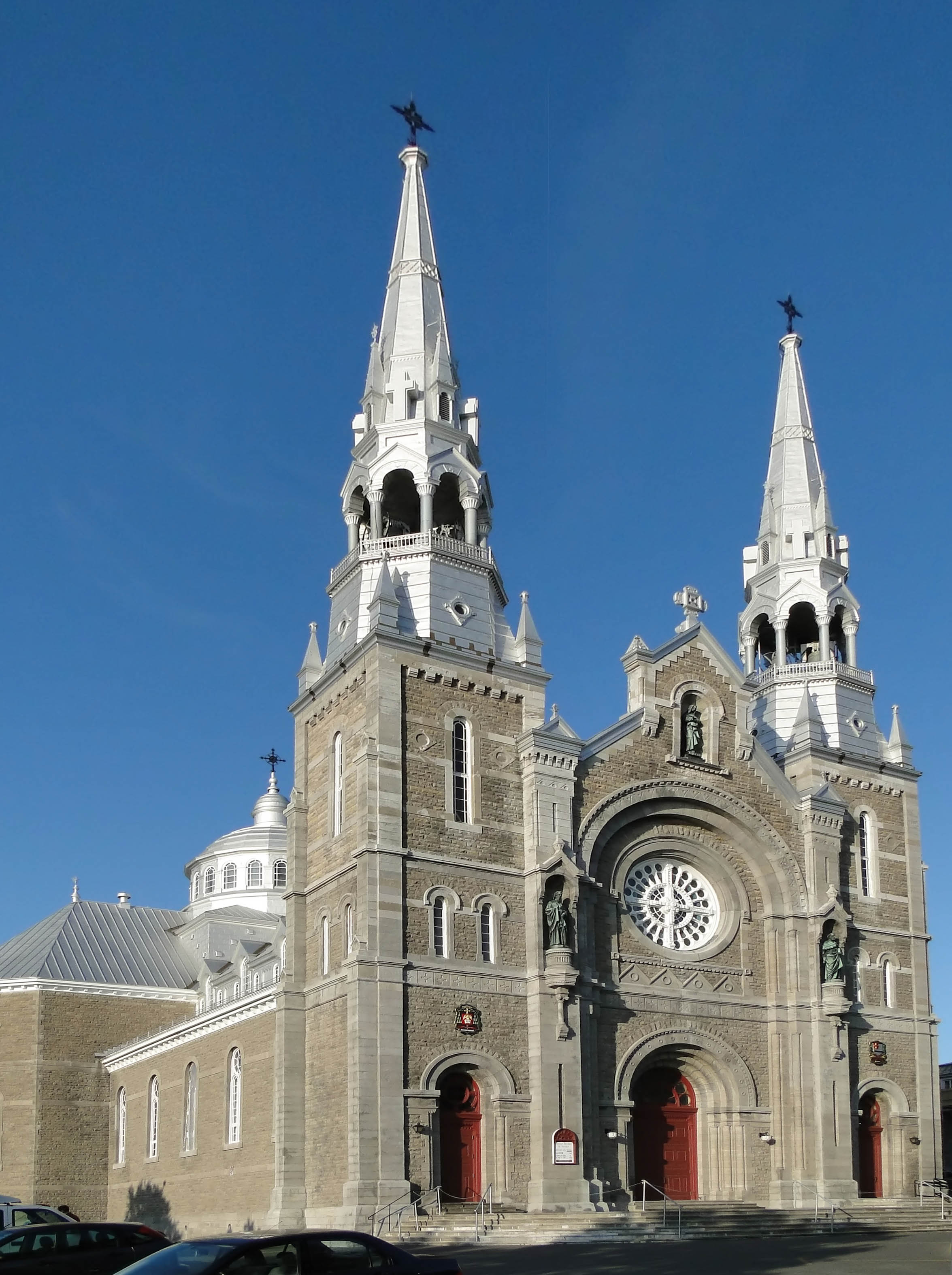
La basilique Sainte-Anne de Varennes, construite entre 1884 à 1887.

L'histoire de Varennes commence avec l'arrivée du régiment de Carignan-Salières. René Gaultier, sieur de Varennes, le grand-père de sainte Marguerite d'Youville et le père de Pierre Gaultier de Varennes, reçoit deux concessions de la part du grand intendant Jean Talon.
Jacques René, le fils de René Gaultier fut le 2e seigneur de Varennes. Cinq seigneuries formèrent plus tard ce qui devint la paroisse de Varennes soit, d'ouest en est, les seigneuries du Cap de Varennes, du Cap de la trinité et du Cap Saint-Michel, de Grand Maison et l'île Sainte-Thérèse dans le fleuve Saint-Laurent.
La ville fut conquise par les Britanniques pendant la guerre de Sept Ans, fit partie de la Province of Québec puis du Bas-Canada jusqu'en 1867, date de la création de la confédération canadienne.
En 1837, Louis-Joseph Papineau, faisant l'objet d'un mandat d'arrêt pour haute trahison en raison de ses activités patriotiques trouve refuge à Varennes avant de s'exiler aux États-Unis.
Au milieu du XIXe siècle, Varennes était connue comme une station balnéaire. On y retrouvait un hôtel et différentes installations de villégiature. Les Sœurs grises y avaient aussi un hospice. Deux sources d'eau salée émergeaient près de ces installations. À partir de la fin du XIXe siècle jusqu'au début des années 1970, industrie La Saline qui appartenait à la compagnie Montréalaise Gurd, embouteilla l’eau salée d’une de ces sources qu’elle distribuait sous le nom « Vée de Vée », qui rappelle les initiales de la ville de Varennes. Cette source avait un débit de 2000 à 3000 gallons à l’heure. La seconde source dégageait une grande quantité d’hydrogène carburé. Ce gaz était utilisé pour éclairer une maison avoisinante.
Le 14 juin 1892, une violente tornade balaie le village, détruisant plusieurs maisons de la Montée de Picardie et la Butte-aux-Renards, ruinant ainsi plusieurs familles qui quittèrent par la suite le village.
Au cours des années 1940, durant les beaux jours d'été, la plage Choquette de l'Île Ste-Thérèse était fréquentée par des montréalais qui venaient par bateau. En 1950, le syndicaliste Michel Chartrand installe sa famille dans une modeste demeure sise au 135-A de la rue Ste-Anne. À cette époque, Michel Chartrand est très actifs au sein de mouvements syndicaux. En 1969, l'institut de recherche scientifique INRS - Énergie et Matériaux s'implante à Varennes. Elle entraînera l'arrivée de nombreuses autres entreprises et instituts liés au domaine de l'énergie. CANMET, l'Institut de recherche d'Hydro-Québec (IREQ) et ABB en sont des exemples. Varennes représente maintenant un important pôle d'innovation en technologique énergétique en Amérique du Nord.
Au début de l’année 2019, plus précisément le 23 février, la liste des municipalités dans laquelle les gens se disait le plus heureux a été dévoilé au grand public. Varennes fut alors déclaré la ville du bonheur au Québec.

### Chronologie d'événements
- 1692 : Nomination de Claude Volant, premier curé résidant.
- 1693 : Ouverture des registres de la paroisse.
- 1780 : Construction de l'église Sainte-Anne.
- 1827 : Ouverture du premier bureau de poste de Varennes.
- 1832 : Érection canonique de la paroisse Sainte-Anne.
- 1848 : Constitution de la municipalité du village de Varennes.
- 1850 : Les citoyens du "Grand Coteau" obtiennent l'autorisation de se séparer de la Paroisse Sainte-Anne-de-Varennes pour fonder la paroisse Sainte-Julie.
- 1854 : Arrivée des Sœurs de Sainte-Croix pour assurer l'éducation des filles.
- 1854 : Fondation du Collège Saint-Paul. Il fut confié à cette époque aux Frères de Saint-Joseph.
- 1855 : Constitution de la municipalité de la paroisse de Sainte-Anne-de-Varennes.
- 1881 : Bénédiction (inauguration) de l'Hospice des Sœurs-Grises par Mgr Fabre. Celle-ci était située près de La Saline, une source d'eau minérale qui coulait à Varennes.
- 1882 : Ouverture du chemin de fer reliant Sorel à Montréal en passant par Varennes.
- 1887 : Construction du couvent des Sœurs de Sainte-Croix. En 1972, ce bâtiment deviendra l'Hôtel de Ville.
- 1899 : Prise en charge du Collège St-Paul par les Frères des écoles chrétiennes.
- 1900 : Fondation de la première bibliothèque de Varennes. Celle-ci occupait alors les locaux de la Fabrique.
- 1944 : Fondation de la Caisse Populaire de Varennes.
- 1964 : Création du Service des incendies.
- 1972 : Fusion des municipalités de Sainte-Anne-de-Varennes et de Varennes pour former la ville de Varennes.
- 1982 : Inauguration de l'actuelle bibliothèque connue sous le nom de "Jacques-Lemoyne-de-Sainte-Marie".
- 1984 : Incendie au laboratoire de Haute tension de l’Institut de recherche d’Hydro-Québec (IREQ).
- 1993 : L'église Sainte-Anne est déclarée basilique mineure.
- 1994 : Ouverture de la piscine municipale Salut-Picard
- 1997 : Ouverture de l'école secondaire Le Carrefour.
- 2006 : Inauguration du Collège Saint-Paul[6].
- 2007 : Fermeture de l'école primaire J.P. Labarre.
- 2008 : Fermeture de l'usine Pétromont[7] et de l'usine Basell.
- 2011 : Importante transaction entre la ville de Varennes et Hydro-Québec pour l’achat de terrains d'une superficie de 9 200 000 pieds carrés.
- 2012 : En mai 2012, la bibliothèque Jacques-Lemoyne-de-Sainte-Marie ferme ses portes et est démolie pour faire place à une nouvelle bibliothèque[8]. Elle est relocalisée temporairement à la bibliothèque Françoise-Loranger, située à l'école secondaire Le Carrefour[9].
- 2013 : Le 29 mai, Jean Coutu a annoncé que le siège social à Longueuil, désormais trop petit à l'emplacement actuel, va déménager à Varennes, situé aux bordures de l'autoroute 30 pour le coût de 190 millions de dollars. L'installation est complété en 2016.
- 2014 : L'école primaire Marie-Victorin déménage dans l'édifice J.P. Labarre en septembre 2014, alors que le point de services de Varennes du Centre de formation du Richelieu, est relocalisé dans l'ancien édifice de l'école Marie-Victorin sur la rue Vincent[10],[11].
- 2014 : Le nouvel édifice de la bibliothèque municipale de Varennes ouvre ses portes le 19 décembre 2014[12].
- 2015 : Une fuite de produit toxique à l'usine Kronos a lieu le 21 mars 2015. En plus d'incommoder 5 personnes, elle force la fermeture de la route 132 et l'évacuation d'une quinzaine de résidences dans un rayon de 400 mètres[13].
- 2021 : Le 18 décembre, à l'occasion du 350e anniversaire de la ville de Varennes, le nouveau Polydôme de Varennes ouvre officiellement ses portes au public[14].

### Blason

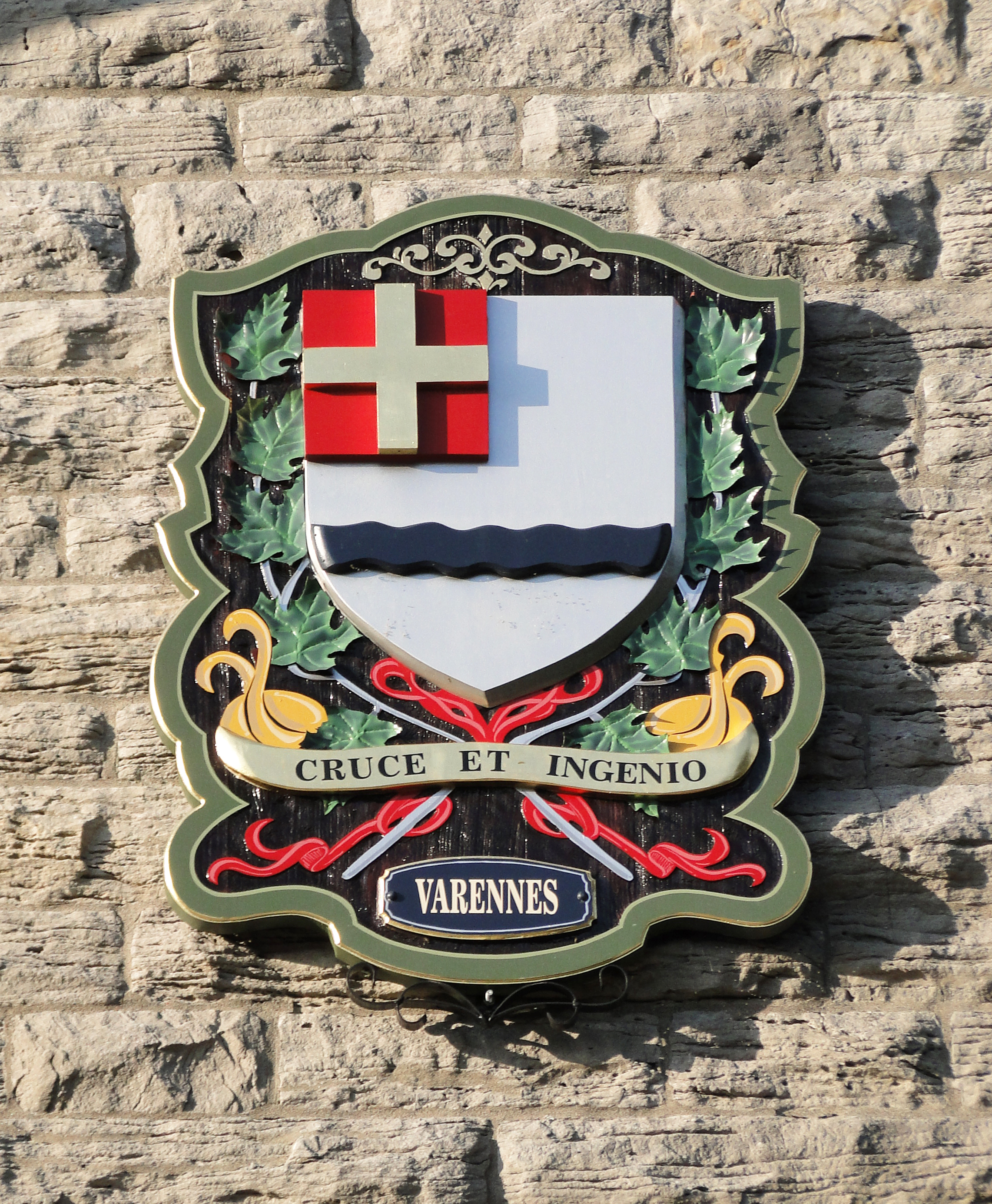
Armoiries de Varennes

Le texte qui suit est extrait intégralement du site de la Ville de Varennes:
« D'argent au franc-quartier de gueules chargé d'une croix d'or à une rivière courante en fasce, d'azur. Ornements extérieurs. Le tout soutenu par deux branches d'érable de sinople, feuillées de même, tigées et boutonnées d'or, croisées en pointe en sautoir et liées par un ruban de gueules, retenant un listel de parchemin d'or, chargé de la devise en lettres romaines : « Cruce et Ingenio » »
« "CRUCE ET INGENIO" se traduit : "Par la croix et l'intelligence" »
 Explication des termes héraldiques :
- D'argent :

L'argent, deuxième métal employé en héraldique, est représenté en gravure par le blanc plein, uni, sans aucune hachures ni pointillé.
- au franc-quartier :

Le franc-quartier occupe la demie de l'écu; sauf indication contraire, il est à dextre (gauche vu de face).
- de gueules :

Rouge, en héraldique.
- ...chargé d'une croix :

La croix est l'emblème de la chrétienté. Dans les armoiries de Varennes, le franc-quartier est réservé au seigneur, René Gaultier de Varennes, gouverneur de Trois-Rivières né en 1634, décédé en 1689. Il était marié avec Marie Boucher de Boucherville.
- ...d'or :

L'or, est le premier métal employé en héraldique. En gravure, il est toujours représenté par un pointillé en quinconce. L'or est le rayonnement, au milieu duquel, autrefois, les artistes représentaient les saints et les héros. Il signifie : éclat, justice, foi, force et constance.
- ...à une rivière :

Celle-ci représente la situation géographique de la municipalité de Varennes, aux abords du fleuve Saint-Laurent.
- ...courante en fasce :

Courante du dextre au senestre de l'écu, c'est-à-dire, du côté gauche vers le côté droit.
- ...d'azur :

Couleur bleue en héraldique. Ce mot provient de l'arabe-persan, lazouverd, lapis-lazuli. L'azur est représenté, en gravure, par des hachures horizontales. Il est le symbole de la pureté, de l'espace.
- Ornements extérieurs :

Tout ce qui se trouve à l'extérieur de l'écu, comme la devise, les branches d'érables, etc.

## Géographie
Varennes possède une superficie totale de 114,13 km2 (dont 94,80 km2 est terrestre). 
La municipalité borde le fleuve Saint-Laurent, près de Montréal. Son territoire inclut les îles de Varennes et l'île Saint-Thérèse. 

### Géologie et relief
Varennes est situé dans les basses-terres du Saint-Laurent. Son territoire est principalement plat. Sur la plan géologique, son sous-sol est âgé de l'ordovicien. Il est composé principalement de shale gris, de mudstone avec interlits de grès lithique, de siltstone, de calcarénite et de dolarénite.

### Hydrographie
La municipalité est située dans le bassin versant de la rivière Richelieu. En plus du fleuve Saint-Laurent et ses chenaux, Varennes est arrosé par quelques cours d'eau mineurs dont la rivière Saint-Charles et une dizaine de ruisseaux. On n'y retrouve aucun plan d'eau notable.

### Municipalités limitrophes
La ville est limitée au sud par Boucherville et Sainte-Julie, à l'est par Saint-Amable, au nord par Verchères et Repentigny puis à l'ouest par Montréal.

## Démographie
| 1991   | 1996   | 2001   | 2006   | 2011   | 2016   | 2021   |
| ------ | ------ | ------ | ------ | ------ | ------ | ------ |
| 14 758 | 18 842 | 19 653 | 20 950 | 20 994 | 21 257 | 21 198 |

### Débuts du peuplement
Lors du recensement de 1681, la population continentale de Varennes s'élevait à 73 personnes, tandis l'Île Sainte-Thérèse en comptait 53. La population augmenta graduellement dans ces seigneuries agricoles, principalement grâce à l'accroissement naturel, l'immigration venue de France demeurant marginale. Le nombre d'habitants atteignit 1 168 lors de la cession aux Britanniques en 1760. L'année 1831 marqua l'apogée de cette croissance naturelle. À cette époque, 3 355 individus peuplaient Varennes.

### Le déclin
Durant la décennie 1830, l'économie agricole du Canada français commençait à s'essouffler. De nombreux Varennois tentèrent leur chance dans les usines de l'Est des États-Unis. Cet exode rural se poursuivit pendant près d'un siècle. Varennes perdit 640 habitants dans la seule décennie 1861-1871. Avec la Grande Dépression, ce mouvement prit fin, mais la population varennoise n'était plus que de 1 983 âmes.

### La renaissance
Avec le développement de l'industrie chimique d'une part, et la démocratisation de l'automobile de l'autre part, Varennes put prendre un essor considérable. Entre 1941 et aujourd'hui la population a été multipliée par dix. C'est le boom immobilier des années 1980 et début 90, causé par l'exode massif des Montréalais vers les banlieues jumelé à un bas taux de taxation et une faible valeur des terrains, qui en est responsable. En 2007, la croissance avait ralenti beaucoup en raison du manque de terrains disponibles et de la hausse de la valeur des maisons. Cette hausse est principalement due à la tendance des « secteurs de prestige » où les maisons qui s'y construisent doivent posséder une valeur minimale fixe et généralement hors de prix pour les familles à revenus moyens.

## Administration
La paroisse a été érigée en 1832. En 1848, la municipalité du Village de Varennes est créé et se détache de la paroisse. À ce moment, le village avait une population de 1 200 habitants. En 1972 la Paroisse Sainte-Anne-de-Varennes fusionne avec le Village de Varennes pour donner l'actuelle Ville de Varennes.
Les élections municipales se font en bloc et suivant un découpage de six districts.
| Varennes Maires depuis 2005                                                                                          |                   |         |          |
| Élection | Maire             | Qualité | Résultat |
| 2005 | Michel Tremblay   |         | Voir     |
| 2009 | Martin Damphousse |         | Voir     |
| 2013 | Martin Damphousse | Voir    |          |
| 2017 | Martin Damphousse | Voir    |          |
| 2021 | Martin Damphousse | Voir    |          |
| Élection partielle en italique Depuis 2005, les élections sont simultanées dans toutes les municipalités québécoises |                   |         |          |

## Personnalités natives de Varennes

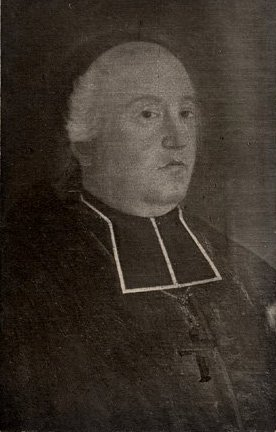
Mgr Charles-François Bailly de Messein

- Charles-François Bailly de Messein (1740-1794), évêque catholique.
- Michel Laframboise (1793-1865), un aventurier né à Varennes, trappeur, négociant canadien-français fondateur du poste French Camp en Californie.
- Sainte Marguerite d'Youville (1701-1771) Fondatrice des Sœurs de la Charité de Montréal mieux connues sous le nom de Sœurs grises. Elle a été béatifiée en 1953 par Jean XXIII et Jean-Paul II la canonisa en 1990.
- Louis Huet Massue (1786-1869) Homme d'affaires et politique du Canada-Est. En 1816, il a été nommé gouverneur de la Banque de Québec.
- Engène-Napoléon Duschesnois (1808-1880) Docteur en médecine et patriote, il prit part aux batailles de Saint-Denis et Saint-Charles. À la suite de la défaite, il dut s'exiler aux États-Unis. Il revient à Varennes à la suite de l'amnistie du 28 juin 1838 mais doit s'exiler une nouvelle fois après la nouvelle tentative de rébellion de 1838. Il s'installe à Boston où il amasse des fonds pour venir en aide aux familles exilées à la suite de la rébellion. Il s'installe en Argentine en 1841. Il y meurt en 1880.
- Théodore Robitaille (1834-1897) Lieutenant-gouverneur de la province de Québec de 1879 à 1884. Il a par la suite été sénateur.
- Sylvain Grenier (1977-) Lutteur professionnel
- Marie-Mai Bouchard  (1984-) Chanteuse de pop-rock
- Jonathan Laliberté (1986-) Joueur de football pour le Rouge et Or de l'Université Laval.
- Étienne Brodeur (1991-) Joueur de hockey dans la LHJMQ pour les Maineiacs de Lewiston.
- Samuel Carrier (1992-) Joueur de hockey dans la LNH, repêché 176e au total en 2010 par les Capitals de Washington.
- Marianne Jodoin (1993-) Joueuse de tennis, championne canadienne chez les 16 ans et moins
- François Demers (1971-) Musicien dans plusieurs groupes de musiques rock à Montréal (Ripcordz-the Brains-TailGunner)
- Michel Beaulieu (1967-) Professeur de mathématiques reconnu
- Stéphane Patrick Thouin (1994-) Joueur de football pour les Carabins de l'Université de Montréal.

## Les grands Airs de Varennes
Varennes a son propre festival nommé Les grands Airs de Varennes.

## Maires de Varennes
Liste des maires de Varennes :
| Années      | Nom                                | Paroisse, village, ville |
| ----------- | ---------------------------------- | ------------------------ |
| 2009 - ???? | Martin Damphousse                  | ville                    |
| 2005 - 2009 | Michel Tremblay                    | ville                    |
| 1988 - 2005 | Jean Robert                        | ville                    |
| 1980 - 1988 | Louis-Philippe Dalpé               | ville                    |
| 1976 - 1980 | Jean DeMartel                      | ville                    |
| 1972 - 1976 | Laurent Brodeur                    | ville                    |
| 1965 - 1972 | Laurent Brodeur                    | village                  |
| 1963 - 1972 | Guy Boucher-DeGrosbois             | paroisse                 |
| 1961 - 1965 | Omer-Eustache Guévremont           | village                  |
| 1961 - 1963 | Jean-Paul Sénécal                  | paroisse                 |
| 1956 - 1961 | Adrien Provost                     | paroisse                 |
| 1956 - 1961 | Georges-Arthur Loranger            | village                  |
| 1953 - 1956 | Léon Labarre                       | village                  |
| 1953 - 1956 | Louis-Georges Beauchemin           | paroisse                 |
| 1949 - 1953 | René Jodoin                        | paroisse                 |
| 1945 - 1953 | René Jodoin                        | village                  |
| 1941 - 1949 | Armand Provost                     | paroisse                 |
| 1923 - 1941 | Edouard Pelletier                  | paroisse                 |
| 1919 - 1944 | Gaspard Bousquet                   | village                  |
| 1919 - 1923 | Aldéric Beauchemin                 | paroisse                 |
| 1915 - 1919 | Elie Jodoin                        | village                  |
| 1910 - 1919 | Gaspard Massue                     | paroisse                 |
| 1909 - 1915 | Joseph-Philias Geoffrion           | village                  |
| 1908 - 1908 | Charles J. Langlois                | village                  |
| 1904 - 1910 | Signard Massue                     | paroisse                 |
| 1902 - 1907 | Herménégilde Beauchemin            | village                  |
| 1902 - 1904 | Philippe Choquet                   | paroisse                 |
| 1901 - 1902 | Ambroise Provost                   | village                  |
| 1899 - 1902 | Louis-Aimé Massue                  | paroisse                 |
| 1898 - 1901 | Joseph-Hermilde Beauchamp          | village                  |
| 1898 - 1899 | Azarie Beauchemin                  | paroisse                 |
| 1897 - 1898 | Théophile Roch                     | paroisse                 |
| 1897 - 1898 | Louis Lussier                      | village                  |
| 1896 - 1897 | Joseph Lussier                     | village                  |
| 1895 - 1897 | Ambroise Provost                   | paroisse                 |
| 1895 - 1896 | E. G. Simard                       | village                  |
| 1893 - 1895 | Cléophas Geoffrion                 | paroisse                 |
| 1891 - 1895 | Louis Brodeur                      | village                  |
| 1890 - 1893 | Amable Provost                     | paroisse                 |
| 1887 - 1891 | Louis Huet Massue                  | village                  |
| 1887 - 1890 | Azarie Bousquet                    | paroisse                 |
| 1885 - 1887 | Philippe Choquet                   | paroisse                 |
| 1884 - 1885 | Charles Langlois                   | paroisse                 |
| 1882 - 1887 | Eugène-Napoléon Duchesnois         | village                  |
| 1881 - 1884 | Aimé Sénécal                       | paroisse                 |
| 1881 - 1882 | Albert Lussier                     | village                  |
| 1878 - 1881 | Louis Roch                         | paroisse                 |
| 1876 - 1881 | Louis Huet-Massue                  | village                  |
| 1872 - 1878 | Louis Brunelle                     | paroisse                 |
| 1871 - 1876 | Joseph-Napoléon-Azarie Archambault | village                  |
| 1868 - 1872 | Louis Roch                         | paroisse                 |
| 1862 - 1871 | Marc-Amable Girard                 | village                  |
| 1860 - 1868 | Louis Brunelle                     | paroisse                 |
| 1860 - 1862 | Joseph Mongeau                     | village                  |
| 1858 - 1860 | Damis Provost                      | paroisse                 |
| 1858 - 1860 | Charles-François Painchaud         | village                  |
| 1856 - 1858 | Abraham Richard                    | paroisse                 |
| 1855 - 1858 | Joseph-Prime Lemoyne-de-Martigny   | village                  |

## Les cadets de la Marine
Le Corps de Cadet de la Marine Royale Canadienne pour les jeunes de 12 à 19 ans porte le code le 172 Youville; il tire son nom de Marguerite d'Youville.

## Éducation

### Écoles primaires
La ville de Varennes est desservie par 5 écoles primaires publiques et une école privée.
| Nom            | Nombre d'élèves en 2012 | Année d'ouverture |
| -------------- | ----------------------- | ----------------- |
| J.P. Labarre   | 414                     | 1953              |
| de la Source   | 380                     | 1994              |
| la Roseraie    | 292                     | 1985              |
| les Marguerite | 271                     | 1980              |
| du Carrousel   | 350                     | 1997              |

À la suite du déménagement de l'école Marie-Victorin dans l'édifice J.P. Labarre en septembre 2014, l'école Labarre accueille à nouveau des élèves de niveau primaire. Celle-ci avait accueilli ses derniers étudiants lors de l’année scolaire 2006-2007 et a servi à la formation des adultes.
Le centre de formation du Richelieu qui y était présent jusqu'en 2014 est alors relocalisé dans l'ancien édifice de l'école Marie-Victorin sur la rue Vincent.
Le Centre éducatif Chante-Plume, membre du réseau Vision, est établi sur le boulevard de la Marine depuis 20 ans et accueille une moyenne de 160 élèves par année.

### Écoles secondaires

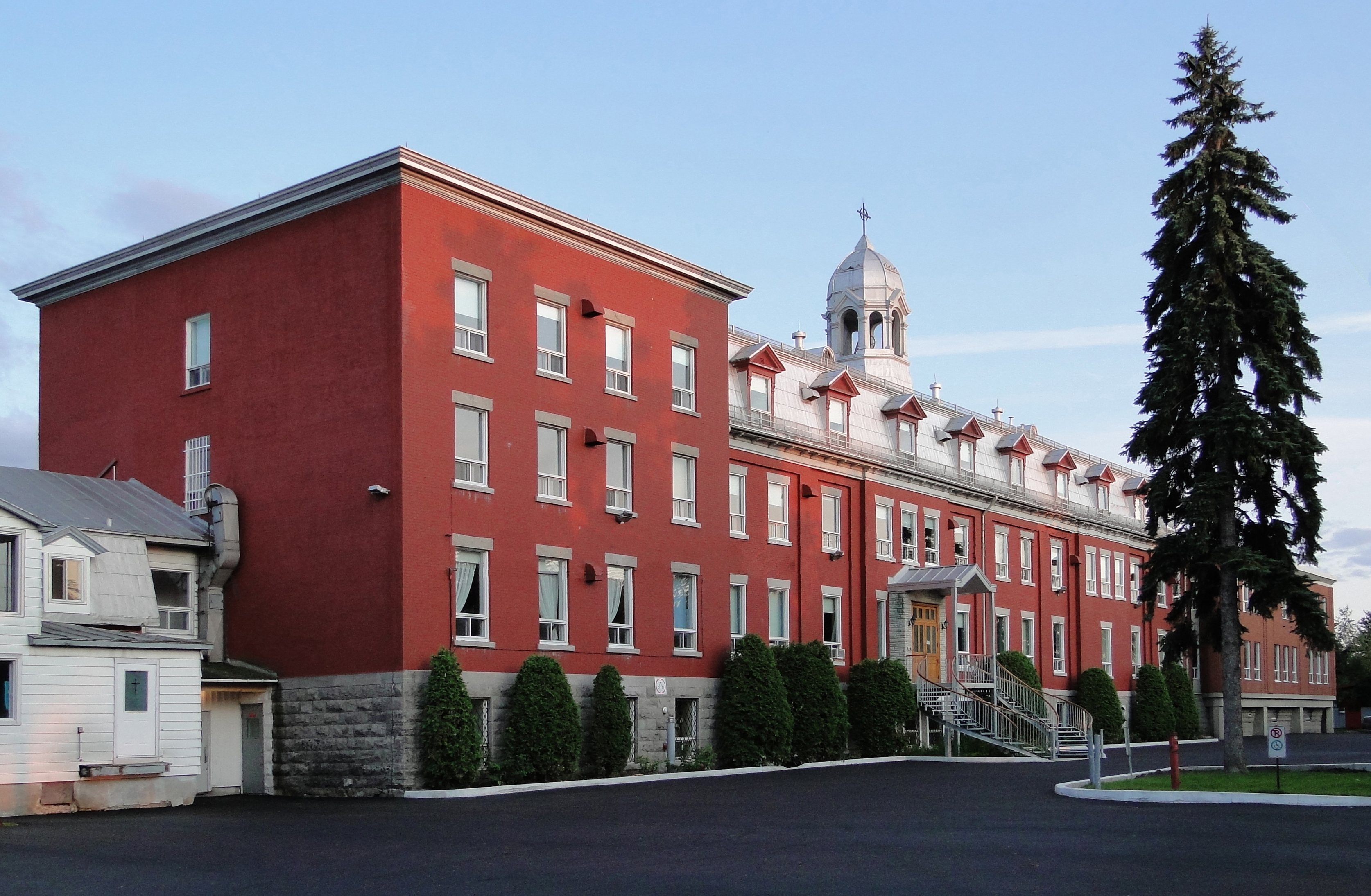
Collège Saint-Paul

Construite en 1997, l'école publique le Carrefour accueille, en 2007, environ 850 élèves, provenant de Varennes, Verchères, Calixa-Lavallée et Contrecœur. Jusqu'à septembre 2010, elle offrit les niveaux de secondaire 1, 2, 3. Depuis, l'école a ajouté les deux dernières secondaires pour contrer la baisse constant des élèves. En l'année 2015-2016, elle en accueille environ 740 élèves.
Le Collège Saint-Paul de Varennes est une institution privée fondée en 1854 par Mgr Désautels, curé de la paroisse. Il fut d'abord confié au Frères de Ste-Croix, puis à des prêtres séculiers pour enfin, en 1899 être mis sous la responsabilité des Frères des écoles chrétiennes. Le Collège accueille les élèves de secondaire 1 à 5. Chaque année, la fondation Saint-Paul fait des investissements majeurs dans le Collège tels que du nouveau matériel informatique et un portail. Le Pavillon des Arts de la Scène a également été construit récemment.

### Institution collégiale
Le Centre d’études collégiales de Varennes rattaché au CEGEP Sorel-Tracy dispense des cours de niveau collégial.

### Université
Le Centre Énergie Matériaux Télécommunications de l'Institut national de la recherche scientifique, qui constitue un pôle d’excellence en recherche, innovation et formation dans les domaines des matériaux de pointe, des nanotechnologies, de la photonique, des télécommunications et de l'énergie durable ;

## Culture et loisirs

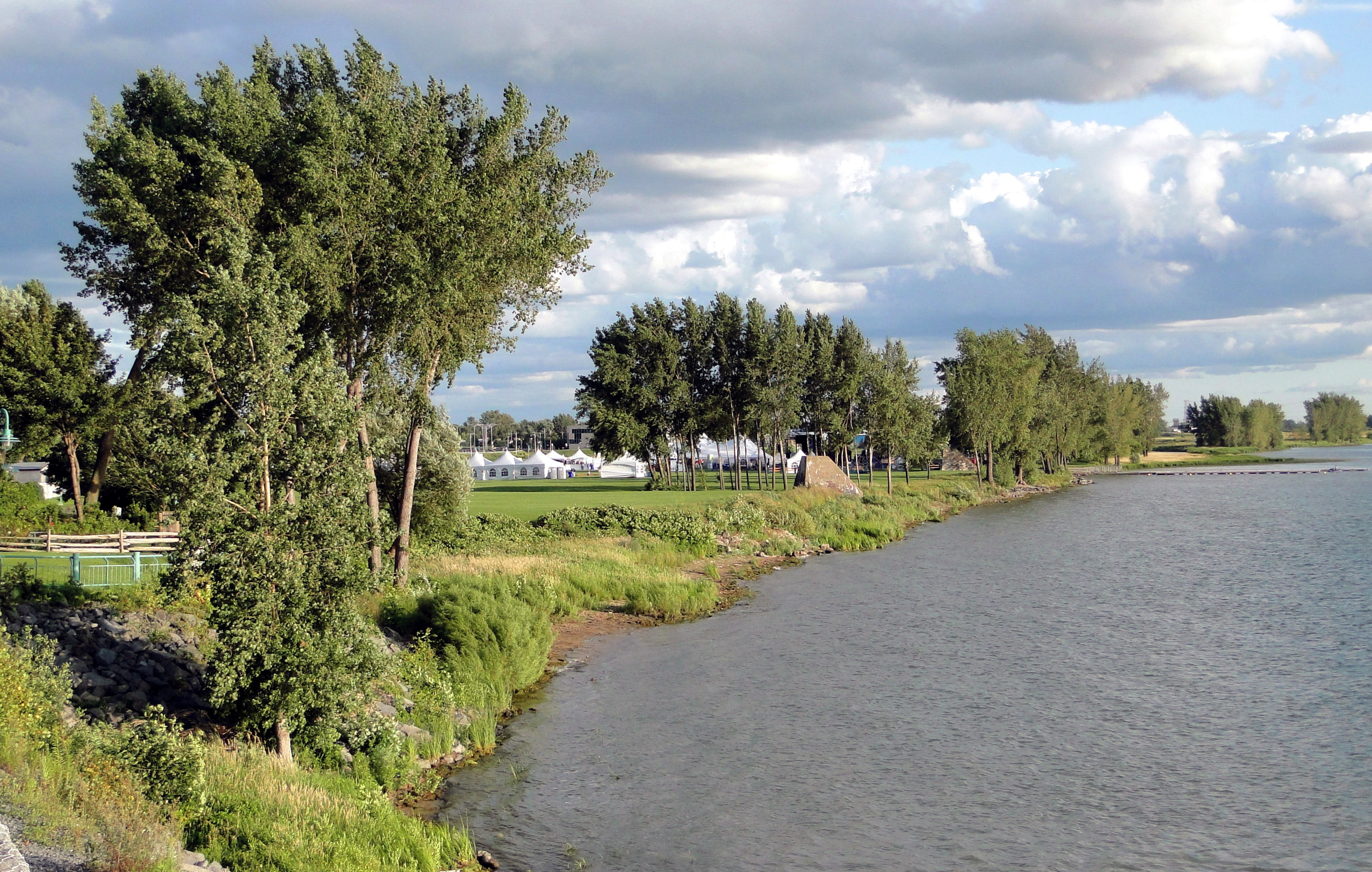
Parc de la Commune

La Société d'Histoire de Varennes de concert avec ses membres et la ville de Varennes fait la promotion de son histoire et de son patrimoine. Cette société d'histoire qui fut fondée le 22 novembre 2006.
Plusieurs institutions publiques ou privées favorisent le développement artistique à Varennes, comme l'organisme VarennArt (diffusion, organisation d’événements), l'école de musique Haute-Gamme et l'Académie des Arts et Beaux-Arts. Le collège Saint-Paul dispose aussi d'une salle de spectacle de 451 places y offre une programmation avec des artistes professionnels.
Les cerfs-volants Coriolis offrent un vaste choix de cerfs-volants et activités publiques tel le festival international de cerfs-volants "Un ciel, un monde".
Quant aux infrastructures sportives, la population a accès à un aréna (l'aréna Louis-Philippe Dalpé), de nombreux terrains de soccer répartis dans 5 parcs, 4 terrains de baseball, 6 terrains de tennis, 8 terrains de Volleyball et des terrains de football. Depuis 2006, le parc du carrousel est équipé d'une surface synthétique pour le soccer et le football. En hiver, les Varennois disposent de 5 patinoires avec bandes, de 2 circuits glacés et de pistes de ski de fond.
Plusieurs associations sportives permettent aux jeunes de pratiquer de façon organisée leurs activités sportives. On retrouve particulièrement :
- Association de hockey mineure de Varennes
- Association de baseball mineur de Varennes
- Association de football de Varennes
- Association de soccer de Varennes
- Club de patinage artistique de Varennes
- Club de taekwondo de Varennes inc.
- Club de judo de Varennes

Pour les activités nautiques, une rampe de mise à l'eau et un quai fédéral sont à la disposition des citoyens. Une navette fluviale est disponible pendant l'été pour permettre aux gens de se rendre à Pointe-aux-Trembles et à Repentigny pour faire du vélo ou simplement profiter des parcs. C'est la compagnie Navark qui offre ce service.

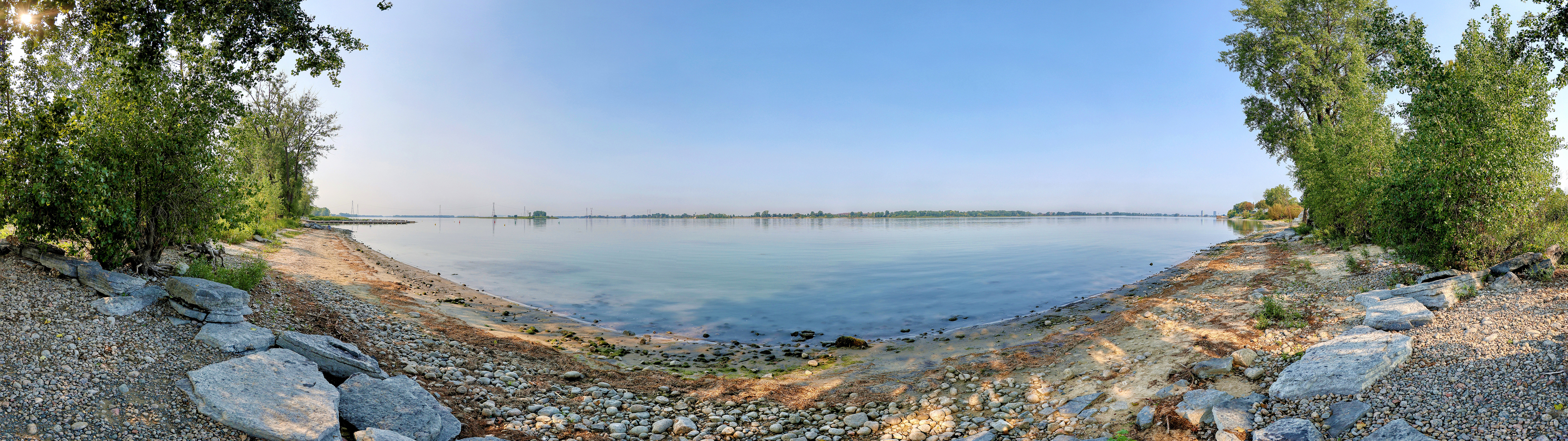
Vue sur le fleuve Saint-Laurent à partir du Parc de la Commune.

Des activités sont offertes régulièrement pour différents publics comme des ateliers de peintures pour enfants. 

### Bibliothèque
L' ancienne bibliothèque Jacques-Lemoyne-de-Sainte-Marie disposait d'une collection de plus de 68 000 documents (livres, revues, CD, journaux, etc.). La nouvelle bibliothèque dispose maintenant de 78 000 documents et a été construite au même endroit que l'ancienne. Cette dernière est un chef-d'œuvre comme nouveau bâtiment public dont l'objectif environnemental de son architecture est d'avoir une consommation d'énergie net-zéro. Son catalogue est accessible par Internet. De plus, elle a été la première en Amérique du Nord à être construite et à être officiellement Net-Zéro.

### Salle de spectacle

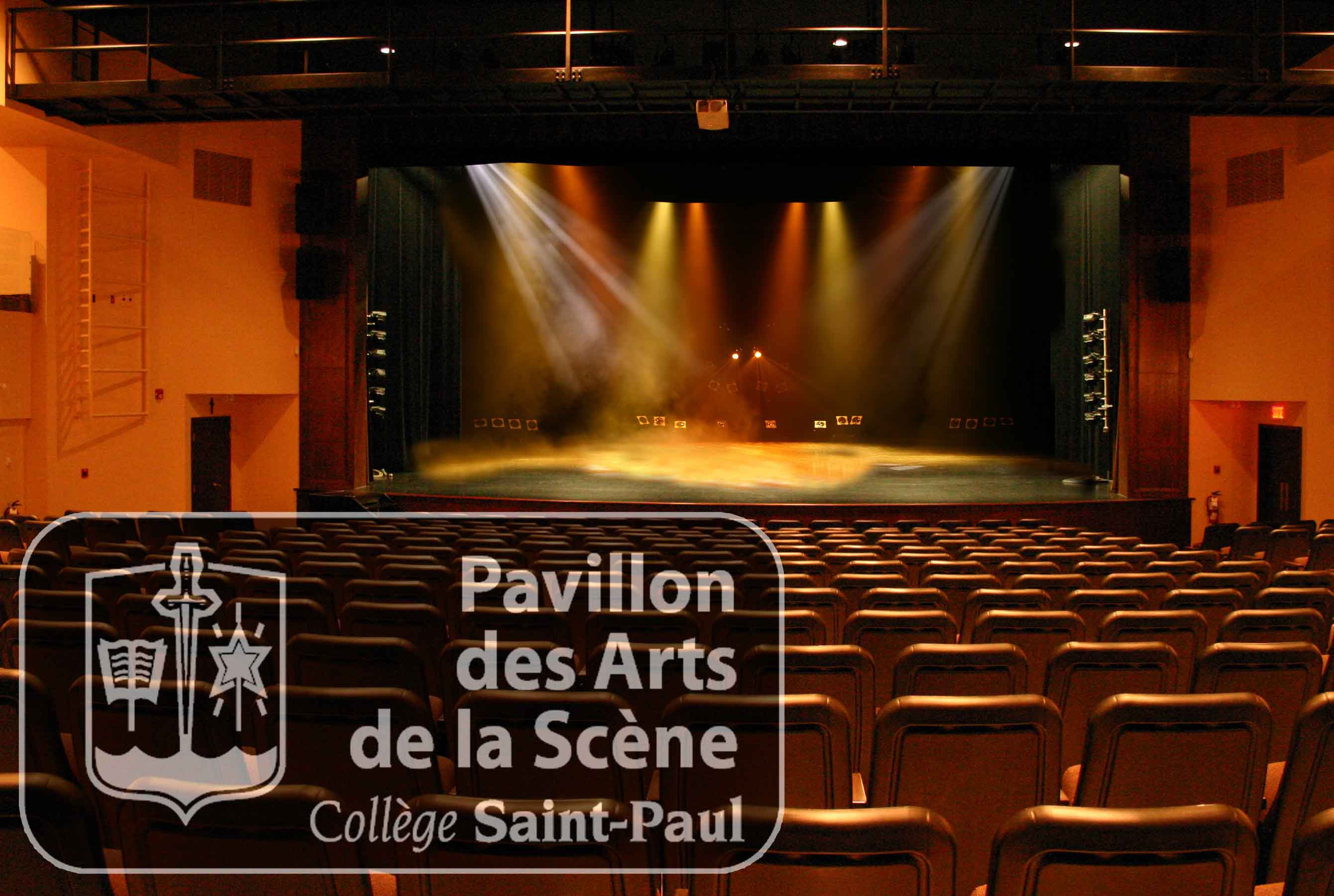
Pavillon des Arts de la Scène

Le Pavillon des Arts de la Scène est une salle de spectacles disposant de 451 places confortables.
Construite en 2006 par le Collège Saint-Paul, cette salle est située derrière la basilique dans le vieux-Varennes. Plusieurs spectacles y sont présentés annuellement.

### Activités culturelles

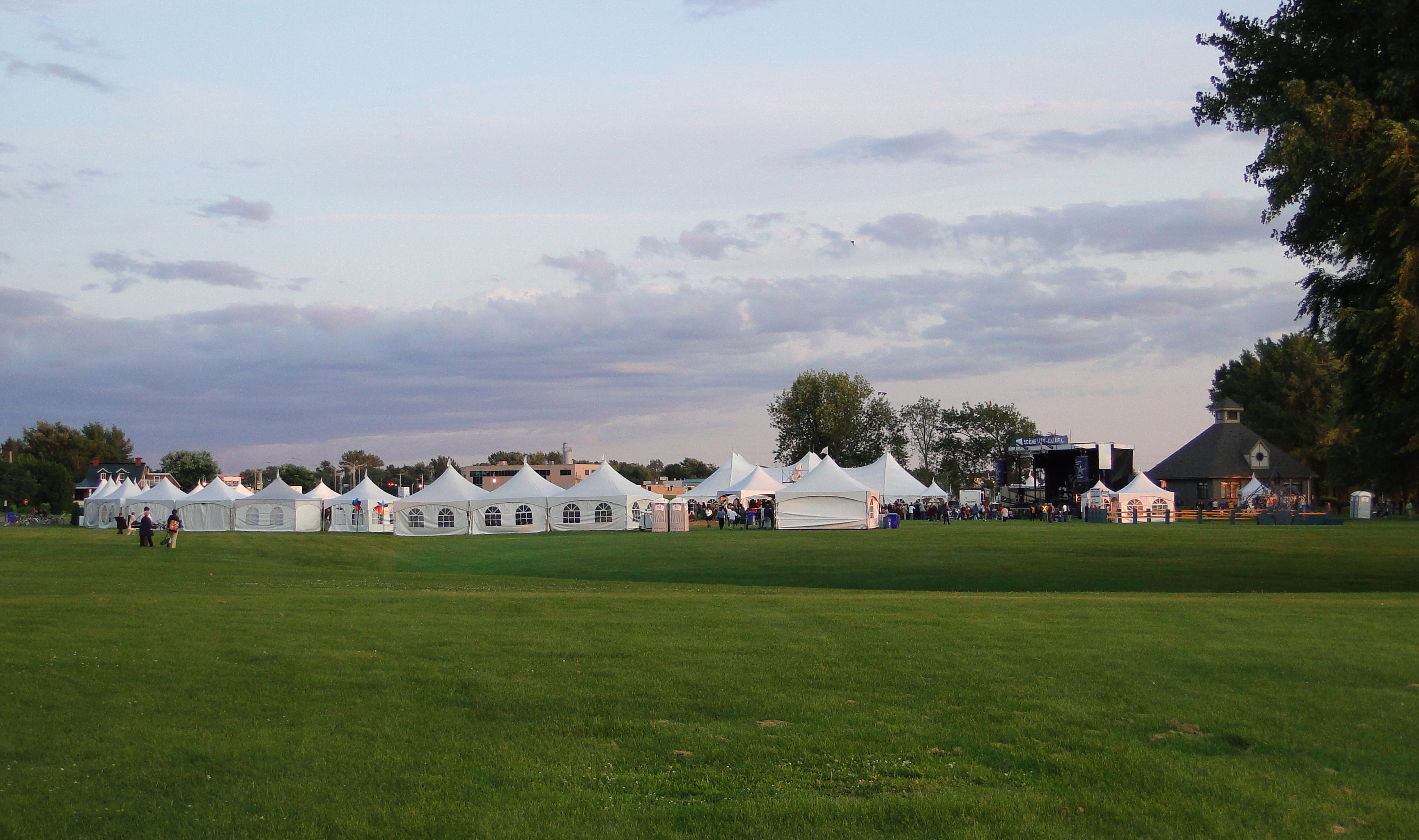
Les Grands Airs de Varennes au parc de la Commune

Depuis 2006, les services récréatifs et culturels de Varennes organisent l’activité « Les Grands Airs de Varennes » présenté par Loto-Québec. Cet événement festif se veut un rassemblement de fans du cerf-volant. Durant 4 jours ces amateurs peuvent venir admirer ces grands oiseaux artificiels. On peut assister à des démonstrations, à des compétitions et des ballets aériens de cerfs-volants. On y voit aussi des démonstrations de parapente et de ski cerfs-volants. Des espaces sont aussi mis à la disposition des artistes locaux afin de leur permettre de présenter et vendre leurs œuvres. Enfin, des spectacles et autres événements spéciaux agrémentent les soirées. La plupart des activités ont lieu au parc de la Commune.
Depuis décembre 2014, la ville de Varennes peut se vanter de sa toute nouvelle bibliothéque, le « premier bâtiment institutionnel à consommation énergétique nette zéro au Québec ».

## Monuments historiques et architecture

### Basilique Sainte-Anne de Varennes

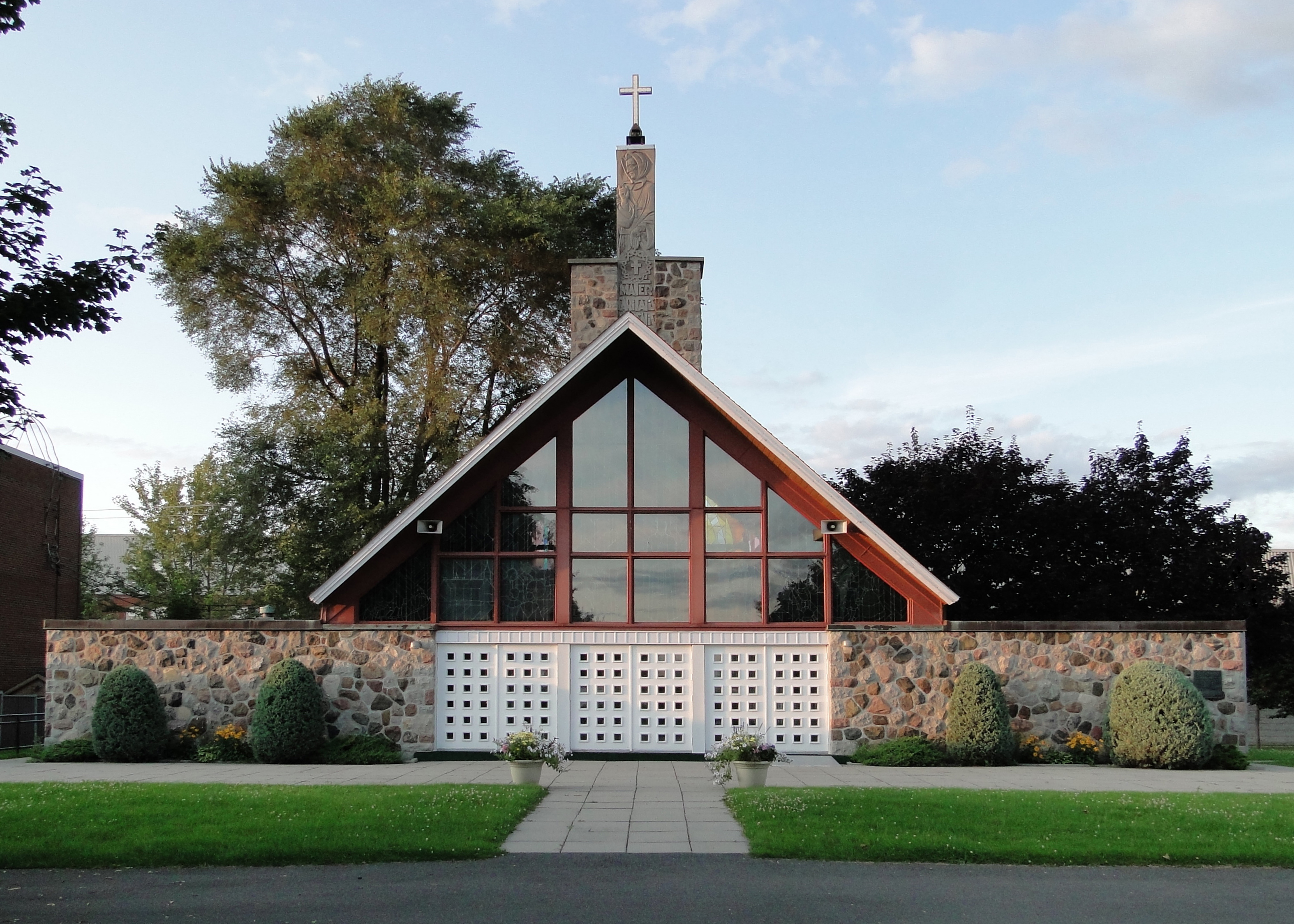
Sanctuaire Marguerite d'Youville

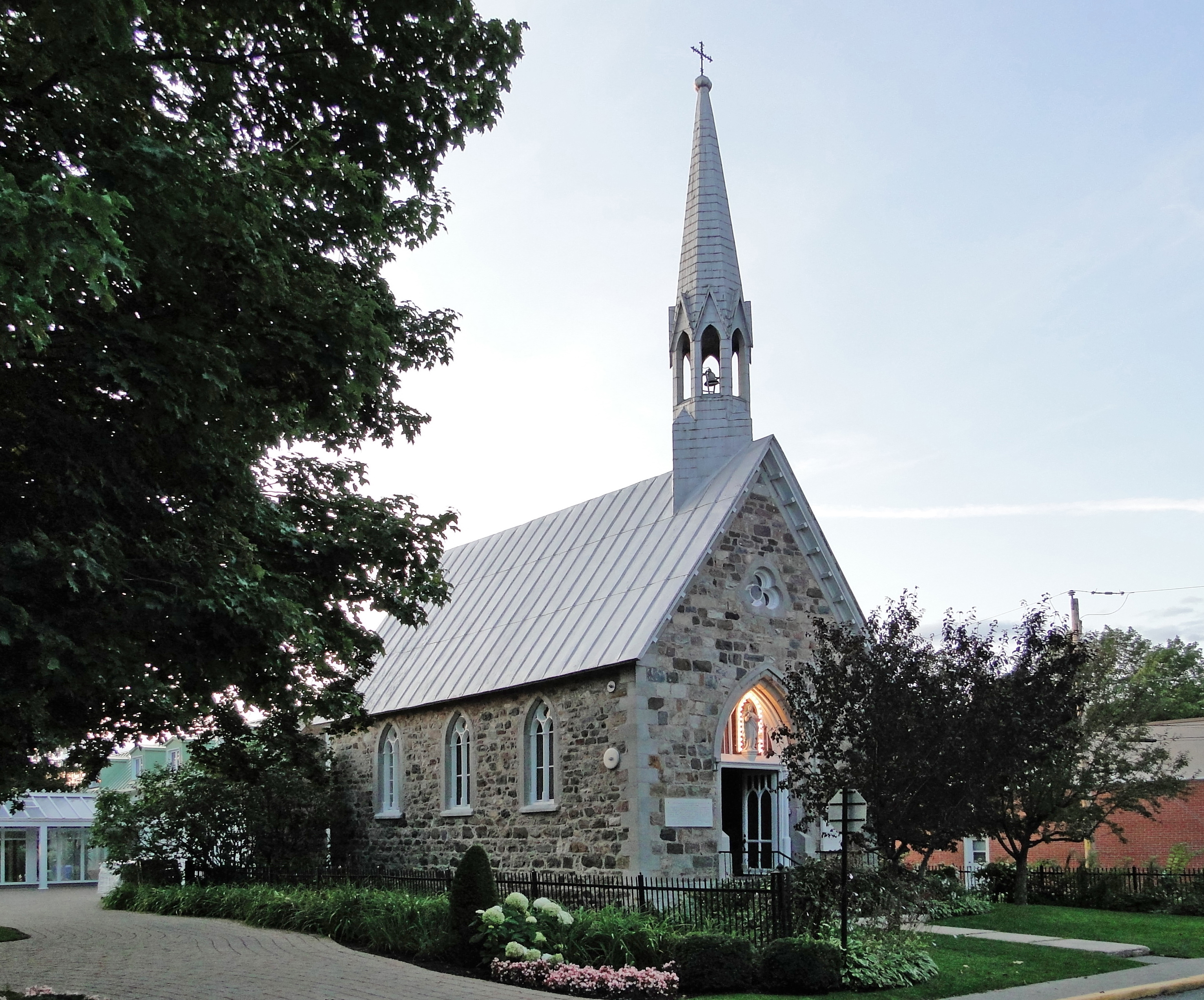
Chapelle de procession Sainte-Anne

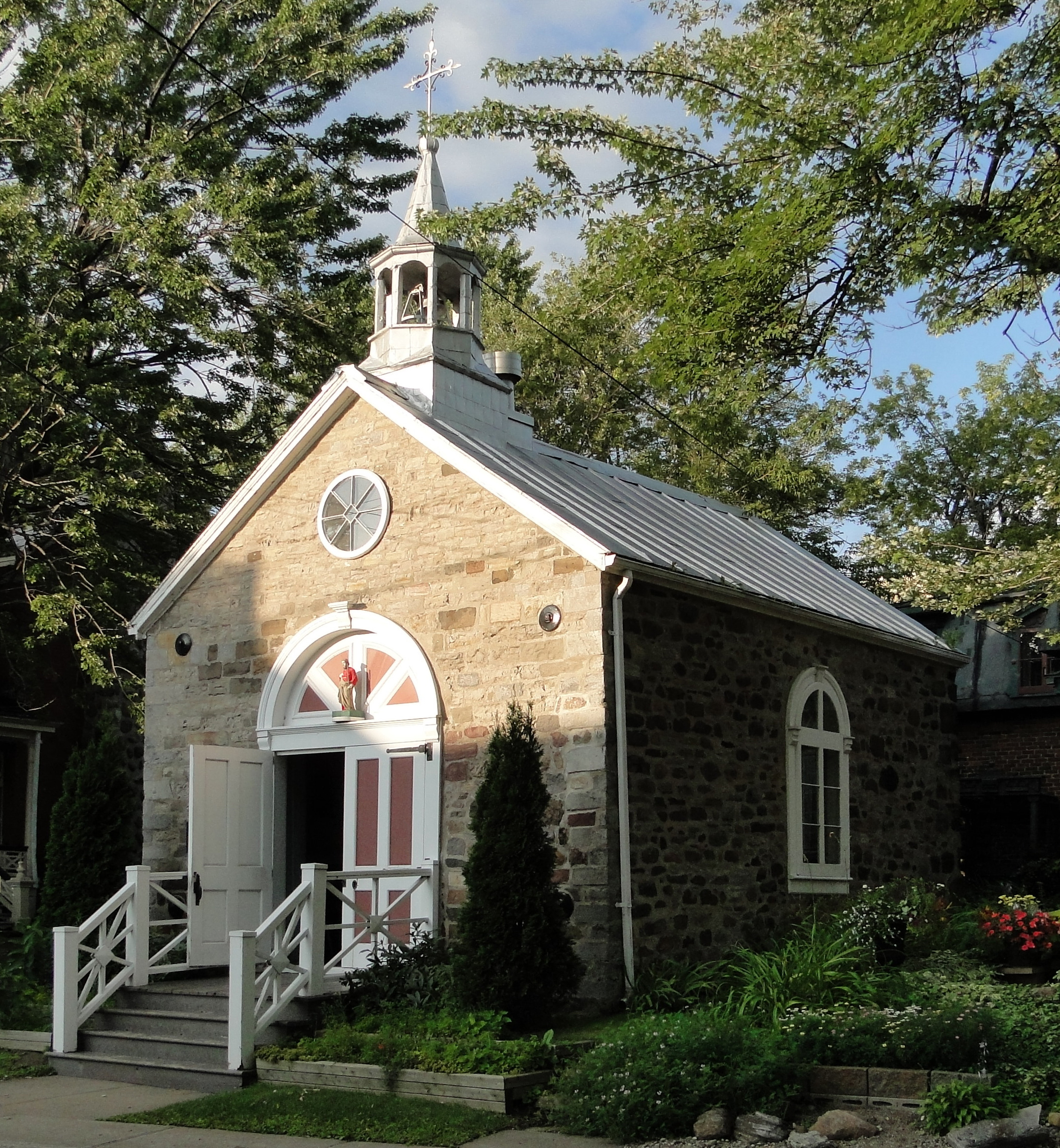
Chapelle de procession Saint-Joachim

L'érection canonique de la paroisse Sainte-Anne eut lieu en 1725.
L'église actuelle a été érigé entre 1884 et 1887. Elle est la troisième église à avoir été érigée sur ces lieux. Les plans sont des architectes Henri-Maurice Perrault et Albert Mesnard. D'architecture éclectique, elle présente un mélange de style roman, byzantin et gothique.
Elle a été désignée basilique mineure en 1993 par le pape Jean-Paul II.

### Sanctuaire Marguerite d'Youville
Construit sur le site ou vivait Marguerite d'Youville ce sanctuaire constitue un lieu de culte et de pèlerinage. Il fut construit en 1961 selon les plans de l'architecte André Ritchot. Les vitraux de façade datent de 1985 et sont l'œuvre de Claude Bettinger de Saint-Ignace-de-Loyola au Québec. Le sanctuaire est situé près de l'église. Depuis 2010, le lieu abrite une exposition permanente consacrée à la vie et l'œuvre de la première sainte canadienne.

### Calvaires
On appelle calvaire une croix de chemin sur laquelle est suspendu un christ. Le calvaire de Varennes, situé à l'extrémité est de la rue Sainte-Anne, représente aussi les deux brigands qui ont été crucifiés aux côtés de Jésus.
Selon le site internet de la ville de Varennes, il daterait de 1767 et serait attribué au sculpteur Michel Brisset. Par contre, selon le site Grand Québec, il daterait de 1829. La confusion vient peut-être du fait qu'il a été reconstruit en utilisant les statues de l'ancien.
Il fut classé monument historique en 1962.

### Chapelle de procession Sainte-Anne
Cette chapelle de procession fut construite en 1862 selon les plans de l'architecte montréalais Victor Bourgeau. Elle serait la plus grande chapelle de procession du Québec. Une chapelle de procession est généralement consacrée à un saint ou destinée à la procession du Saint-Sacrement.
La chapelle fut classée monument historique en 1981.

### Chapelle de procession Saint-Joachim
Elle fut classée monument historique en 1981.

### Hangar à grain Jodoin
Situé au 4681 chemin de la Baronnie, il fut construit durant la première moitié du XIXe siècle. On y entreposait diverses variétés de grains. Il fut classé monument historique en 1983.

### Maison Joseph-Petit-dit-Beauchemin
Située sur la montée de Picardie, près de la rue Riendeau, sur des terrains appartenant à l'usine Pétromont. La maison fut érigée vers le milieu du XVIIIe siècle. En 1860, la maison et les terres furent vendues pour en faire une ferme-école. La maison servait alors de résidence aux employés. La ferme-école cessa ses activités l'année suivante. La maison fut habitée jusqu'en 1982 et laissée à l'abandon par la suite. Elle fut classée monument historique depuis 1984. Le 17 août 2005 le bâtiment fut incendié.

## Transports

### Transport en commun
Le transport en commun est assuré par le Conseil intermunicipal de Transport Sorel-Varennes qui permet de se déplacer vers le Cégep Édouard-Montpetit et le métro Longueuil à toute heure du jour via 3 lignes. Depuis 2008, une quatrième ligne relie le parc scientifique situé le long du boulevard Lionel-Boulet au terminus Longueuil.

### Réseau routier

#### Autoroutes
- Autoroute 30 aussi appelée Autoroute de l'Acier

Routes provinciales
- Route 132 (Québec) qui traverse littéralement Varennes dans l'axe Est-Ouest.
- Route 229 (Québec) relie la ville à Sainte-Julie via le parc industriel scientifique.

Autres voies d'importance
- Boulevard René-Gaultier
- Boulevard Lionel-Boulet
- Boulevard de la Marine
- Rue Ste-Anne qui traverse le vieux-village.
- Montée de la Picardie
- Montée de la Baronnie
- Chemin du Pays-Brulée
- Chemin du Petit Bois

### Réseau ferroviaire
Une voie ferrée du Canadien National traverse Varennes sans toutefois offrir de service de transport aux citoyens. Elle sert principalement au transport de matériaux de transit et dessert, entre autres, le parc industriel chimique.

### Oléoduc et gazoduc
Un oléoduc bidirectionnel à quatre voies permet le transport d'hydrogène gazeux, de naphte liquide, d'éthylène gazeux et de concentré liquide de produits de raffinerie entre le Parc chimique de Varennes et Montréal-Est ainsi que le Port de Montréal.
Un gazoduc permet aussi d'alimenter le parc chimique en gaz naturel depuis Montréal.

## Économie
Jusqu'à la fin des années soixante, l'économie de Varennes était fondée les secteurs primaires, principalement l'agriculture. Encore aujourd'hui, en raison de la qualité des sols, 80 % du territoire est consacré à l'agriculture. À partir du début des années 1970, les secteurs pétrochimiques et la recherche scientifique prirent leur envol. À la suite des fermetures de Pétromont et Basell en 2008, Varennes a conclu une transaction historique avec la société Hydro-Québec, en achetant un terrain de 9,2 millions de pieds carrés d'Hydro-Québec au coût de 6,4 millions de dollars en 2011. Situé au carrefour de l’Autoroute 30 et du boulevard Lionel-Boulet, la ville le baptise Novoparc. Deux ans plus tard, Novoparc a généré des ventes de 22 millions de dollars pour la ville, permettant de baisser, d’un seul coup, l'endettement municipal de 20%.

### Secteur industriel

#### Parc chimique
La ville de Varennes comporte deux parcs industriels. Le premier est consacré à l'industrie chimique. Il est situé le long du fleuve Saint-Laurent et de la route 132. Ce parc dispose d'un réseau de pipeline souterrain, d'un accès au réseau ferroviaire et d'une cour de triage, alimentation en gaz naturel et de 2 lignes à haute tension. On y retrouve principalement les entreprises suivantes :
- DuPont spécialisé dans la fabrication et la distribution de produits chimiques Styrofoam.
- S.C. Johnson spécialisé dans la fabrication des sacs en plastique de marque Ziploc.
- Greenfield Ethanol spécialisé dans la production de différents types d'alcools, elle est la première usine d'éthanol à s'établir au Québec. Selon le site web de l'entreprise, elle produit 120 millions de litres par année (mlpa) qui permet une réduction d'émission de gaz à effet de serre de l'ordre de 234 000 tonnes (nettes).
- Kronos Canada qui fabrique des pigments de dioxyde de titane
- Pétromont spécialisé dans le polyéthylène haute densité et les produits pétrochimiques de base (oléfines). Elle a cependant annoncé la fermeture le 12 février 2008 de ses deux usines de Varennes et de Montréal-Est, créant ainsi au total de quelque 325 pertes d'emplois.
- Kemira qui fabrique des produits chimiques pour le traitement des eaux

#### Novoparc (Parc scientifique)
Le second parc est consacré à la recherche scientifique dont il constitue l'un des principaux centres au Québec. Selon le site de la ville de Varennes, il est l'un des 9 parcs du Québec et l'un des 200 dans le monde reconnus par l'Association internationale des parcs scientifiques (IASP). Cette reconnaissance demande la présence d'une université sur le territoire. La présence de l'INRS - Énergie et matériaux, pavillon de l'Université du Québec permet de répondre à ce critère. Grâce à ce parc, Varennes est aussi membre de l'Association des parcs de recherche et technopoles du Québec (APRTQ). Ce parc industriel est situé entre l'autoroute 30 et la route 132, le long du boulevard Lionel Boulet, nommée ainsi en l'honneur du fondateur de l'IREQ.
Avec la transaction en 2011, ce parc a pris de l'expansion avec l'ajout de 9,2 millions de pieds carrés sur d'anciens terrains à côté de l'IREQ et la ville de Varennes a profité pour le rebaptiser sous le nom Novoparc. Ces terrains ont été rapidement vendus à différentes compagnies et ont généré 1 400 emplois supplémentaires, dont 1 000 seulement pour le siège social et des entrepôts du géant pharmaceutique québécois Jean Coutu.
Les occupants de ce parc ont accès au gaz naturel et aux communications par fibres optiques. Ils ont aussi accès aux services de 9 laboratoires de recherche. On y retrouve principalement les institutions suivantes :
- IREQ - Institut de recherche d'Hydro-Québec, un centre de recherche fondé par Hydro-Québec en 1967.
- INRS-ÉMT - Institut national de recherche scientifique - Énergie, Matériaux et Télécommunications, un des quatre centres de l'Institut national de la recherche scientifique (INRS). À partir de 1986, l'INRS a exploité pour fin de recherche un réacteur Tokamak. À la suite de la fermeture en 1998 de Fusion Canada, le programme canadien de recherche sur la fusion thermonucléaire, celui-ci cessa ses activités et fut démantelé en 1999.
- Asea Brown Boveri (ABB) - centre de recherche et de fabrication de transformateurs. L'usine de Varennes fut inaugurée en octobre 1971 par le premier ministre québécois de l'époque Robert Bourassa. À ce moment, l'entreprise s'appelait ASEA. L'usine fut construite pour la fabrication des transformateurs à 735 kV requis par Hydro-Québec qui fut le premier producteur d'électricité au monde à construire une ligne de cette puissance. Aujourd'hui, l'usine est toujours la seule en Amérique du Nord à fabriquer ce type de transformateur. Elle exporte près de 80 % de sa production.
- Jean Coutu - construction en cours au coût de 190 millions de dollars. Annoncé en 2013, cet bâtiment, situé dans le Novoparc, abritera le siège social et l'entrepôt sur un terrain de 3,4 millions de pieds carrés[47].
- Groupe Robert - entreprise de transport. Construite en l'automne 2013, elle couvre 1 475 000 pieds carrés situés dans le Novoparc de Varennes, à côté de Jean Coutu[48].
- CanmetÉNERGIE - laboratoire de recherche en énergie solaire et gazière, comptant environ 110 scientifiques, ingénieurs, technologues, gestionnaires et employés de soutien[49].
- CITEQ - laboratoire de recherche en transport de l'énergie
- Carrefours de la nouvelle économie - Locaux aménagés par le gouvernement du Québec, loués à des entreprises de pointe et ayant droit à des crédits d'impôt importants.

### Secteur commercial
Bien que plutôt restreint, le secteur commercial subit une certaine expansion depuis 2005. Les principaux pôles commerciaux se situent au centre-ville (axe de la route 132, entre la rue de l'Aqueduc et la montée de Picardie), sur le boulevard René-Gaultier, à l'intersection de la route 132 et de la rue de la Gabelle, ainsi qu'à l'intersection des routes 132 et 229. Les principaux commerces sont constitués principalement de super marchés, de pharmacies, de chaînes de restauration rapide et de stations services avec dépanneurs.
Plusieurs institutions financières sont présentes à Varennes dont une succursale de la Banque nationale du Canada, de la Banque royale et de la Banque de Montréal. On y retrouve évidemment le mouvement Desjardins avec la caisse populaire de Varennes. Cette dernière fut fondée en 1944 par le chanoine André Beauregard qui fut curé de Varennes de 1942 à 1962.

### Environnement
La ville de Varennes s’est vu décerner la distinction au programme ICI ON RECYCLE!, soit l’Attestation de mise en œuvre de niveau 2. Il s’agit d’une reconnaissance officielle du gouvernement du Québec, instaurée par RECYC-QUÉBEC afin de souligner les efforts remarquables des industries, des commerces et des institutions qui implantent, dans leur établissement, des mesures permettant la gestion responsable de leurs matières résiduelles.

## Attraits
- Boisé du Fer-à-cheval

## Quelques données
- Population au 1er janvier 2010 : 21 174
- Superficie totale : 94 km²
- Nombre de parcs et d'espaces verts : 17
- Nombre d'écoles primaires : 1 privée et 5 publiques
- Nombre d'écoles secondaires : 1 privée et 1 publique
- Commission scolaire : Des Patriotes
- Nombre de commerces et d'industrie au 1er janvier 2010 : 542
- Nombre d'emplois au 1er janvier 2005 : 7 135
- Nombre de centres de recherches : 15
- Division territoriale : 8 districts électoraux
- Région administrative : Montérégie
- Municipalité régionale de comté : Marguerite-D'Youville
- Comté fédéral : Pierre-Boucher—Les Patriotes—Verchères
- Député fédéral : Xavier Barsalou Duval, Bloc québécois, élu le 19 octobre 2015.
- Comté provincial : Verchères
- Député provincial : Suzanne Roy
- Gentilé : Varennoise et Varennois
- Nombre d'unités de logements au 1er janvier 2006 : 7 620
- Taux de taxe foncière de base : 0,624 7 $ / 100 $ d'évaluation